# Johan Hove
Pour les articles homonymes, voir Hove.
Johan Hove, né le 7 septembre 2000 à Sogndal en Norvège, est un footballeur norvégien qui joue au poste de milieu central à l'AIK Fotboll.

## Biographie

### Sogndal Fotball
Né à Sogndal en Norvège, Johan Hove est formé par le club de sa ville natale, le Sogndal Fotball. C'est avec ce club qu'il fait ses débuts en professionnel, à seulement 15 ans, lors du match de championnat entre son équipe et le Aalesunds FK, le 8 mai 2016. Ce jour-là, son équipe s'impose sur le score de quatre buts à un. En 2017 il commence à faire des apparitions plus régulières avec l'équipe première, sans toutefois être souvent titulaire.

### Strømsgodset IF
Le 15 août 2018, Johan Hove s'engage pour un contrat de trois ans avec le Strømsgodset IF. Il joue son premier match pour son nouveau club le 26 août de la même année, face au Rosenborg BK. Il entre en jeu lors de cette rencontre riche en buts où son équipe est battue sur le score de quatre buts à trois. Le 31 mars 2019 Hove inscrit son premier but en professionnel et donc pour Strømsgodset, lors de la victoire des siens face au FK Haugesund (3-2). Cette année-là il est nommé jeune joueur de l'année à Strømsgodset, et il prolonge son contrat le 18 décembre 2019 avec le club jusqu'en 2022.

### FC Groningue
Le 17 janvier 2023, Johan Hove s'engage avec le FC Groningue pour une durée de trois ans et demi.
Hove inscrit son premier but pour Groningue le 29 janvier 2023, contre le FC Volendam. Titularisé ce jour-là, il ne peut empêcher la défaite de son équipe par deux buts à un.
Après la relégation de Groningue à l'issue de la saison 2022-2023, Hove est annoncé sur le départ. Des clubs comme le Southampton FC et le Viking FK s'intéressent à lui. Le joueur continue toutefois son aventure avec Groningue, se montrant décisif dès la première journée de la saison 2023-2024 en marquant un but contre le Jong Ajax le 11 août 2023. Il entre en jeu et participe à la victoire de son équipe par quatre buts à un.

### En sélection
Johan Hove fait partie de la sélection de Norvège des moins de 17 ans qui participe au championnat d'Europe des moins de 17 ans en 2017, qui se déroule en Croatie. Lors de cette compétition il est titulaire lors des trois matchs de son équipe, qui ne dépasse pas la phase de groupes.
Avec les moins de 19 ans, il dispute le championnat d'Europe des moins de 19 ans en 2019, qui est organisé en Arménie. Lors de cette compétition, il joue trois matchs, tous en tant que titulaire et dans leur intégralité. La Norvège ne sort cependant pas de la phase de groupes.
Le 10 septembre 2019 Johan Hove fête sa première sélection avec l'équipe de Norvège espoirs contre la Hongrie. Son équipe s'impose sur le score de trois buts à zéro ce jour-là.

## Statistiques
| Saison                | Club                  | Championnat           | Championnat | Championnat | Coupe(s) nationale(s) | Coupe(s) nationale(s) | Compétition(s) continentale(s) | Compétition(s) continentale(s) | Compétition(s) continentale(s) | Play-offs | Play-offs | Total | Total |
| Saison                | Club                  | Division              | M.          | B.          | M.                    | B.                    | Comp.                          | M.                             | B.                             | M.        | B.        | M.    | B.    |
| 2016                  | Sogndal Fotball       | Tippeligaen           | 5           | 0           | -                     | -                     | -                              | -                              | -                              | -         | -         | 5     | 0     |
| 2017                  | Sogndal Fotball       | Eliteserien           | 11          | 0           | 2                     | 0                     | -                              | -                              | -                              | 1         | 0         | 14    | 0     |
| 2018                  | Sogndal Fotball       | 1. divisjon           | 11          | 0           | 1                     | 0                     | -                              | -                              | -                              | -         | -         | 12    | 0     |
| Sous-total            | Sous-total            | Sous-total            | 25          | 0           | 3                     | 0                     | -                              | -                              | -                              | 1         | 0         | 29    | 0     |
| 2018                  | Strømsgodset IF       | Eliteserien           | 5           | 0           | -                     | -                     | -                              | -                              | -                              | -         | -         | 5     | 0     |
| 2019                  | Strømsgodset IF       | Eliteserien           | 23          | 2           | 2                     | 0                     | -                              | -                              | -                              | -         | -         | 25    | 2     |
| 2020                  | Strømsgodset IF       | Eliteserien           | 30          | 10          | -                     | -                     | -                              | -                              | -                              | -         | -         | 30    | 10    |
| 2021                  | Strømsgodset IF       | Eliteserien           | 29          | 6           | 2                     | 1                     | -                              | -                              | -                              | -         | -         | 31    | 7     |
| 2022                  | Strømsgodset IF       | Eliteserien           | 30          | 11          | 4                     | 0                     | -                              | -                              | -                              | -         | -         | 34    | 11    |
| Sous-total            | Sous-total            | Sous-total            | 117         | 29          | 8                     | 1                     | -                              | -                              | -                              | -         | -         | 125   | 30    |
| 2022-2023             | FC Groningue          | Eredivisie            | 18          | 2           | 4                     | 0                     | -                              | -                              | -                              | -         | -         | 22    | 2     |
| 2023-2024             | FC Groningue          | Eerste Divisie        | 34          | 5           | -                     | -                     | -                              | -                              | -                              | -         | -         | 34    | 5     |
| 2024-2025             | FC Groningue          | Eredivisie            | 4           | 0           | -                     | -                     | -                              | -                              | -                              | -         | -         | 4     | 0     |
| Sous-total            | Sous-total            | Sous-total            | 56          | 7           | 4                     | 0                     | -                              | -                              | -                              | -         | -         | 60    | 7     |
| Total sur la carrière | Total sur la carrière | Total sur la carrière | 198         | 36          | 15                    | 1                     | -                              | -                              | -                              | 1         | 0         | 214   | 37    |